# Wiktor Alexejewitsch Wasjulin

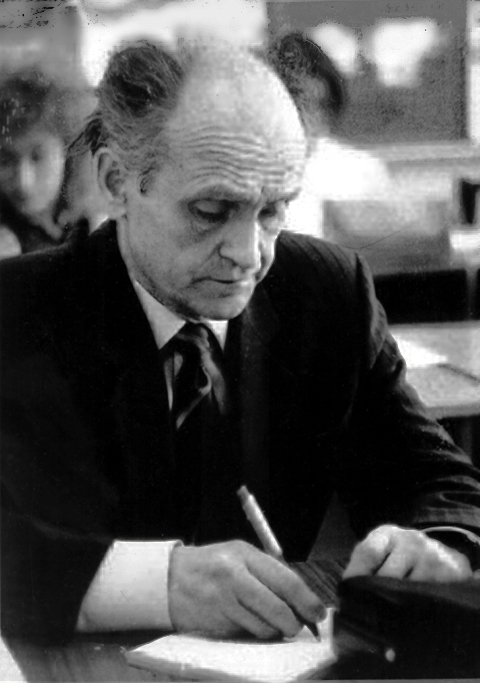
Wiktor Alexejewitsch Wasjulin (1989)

Wiktor Alexejewitsch Wasjulin  (russisch Ви́ктор Алексе́евич Вазю́лин, wissenschaftliche Transliteration Viktor Alekseevič Vazjulin, auch Viktor Alekseevitsch Vazjulin; * 30. August 1932 in Moskau; † 8. Januar 2012 ebenda) war ein marxistischer Philosoph, der über drei Jahrzehnte als Professor an der Moskauer Lomonossow-Universität lehrte und forschte.

## Leistungen
Anknüpfend an die Versuche einiger sowjetischer Philosophen in den 1960er Jahren, den theoretischen Kern der dialektischen Darstellungsmethode in Marx’ Kritik der Politischen Ökonomie herauszuarbeiten und weiterzudenken (vgl. v. a. die Arbeiten von Ewald Wassiljewitsch Iljenkow), begründete Wasjulin durch einen systematisch und detailliert durchgeführten Vergleich der Wissenschaft der Logik von Hegel mit dem theoretischen Aufbau des Kapitals von Karl Marx eine eigenständige Konzeption der dialektischen Logik. Darunter versteht er die gedankliche Rekonstruktion der inneren und gleichzeitig existierenden Zusammenhänge und Prozesse eines sich entwickelnden, komplexen Gegenstandes auf seiner reifen Entwicklungsstufe durch die Methode des Aufsteigens vom Abstrakten zum Konkreten. Dieses von Marx in seinem Hauptwerk praktizierte Aufsteigen wird als spiralförmig verlaufender Gedankenverlauf über die allgemeinen kategorialen Stufen «Sein», «Wesen», «Erscheinung» und «Wirklichkeit» des Kapitals von Wasjulin expliziert und in kritischer Auseinandersetzung mit den Kategorien von Hegels Dialektik theoretisch konkret entfaltet. Schon frühzeitig gelingt Wasjulin dabei eine differenzierte Deutung des Verhältnisses von Historischem und Logischem im «Kapital», die verbreitete Verkürzungen auf eine logisch-historische Methode vermeidet, wie sie heute auch von den Protagonisten der «Neuen Marx-Lektüre» im Westen kritisiert wird.
Seine langjährigen Vorlesungszyklen an der Moskauer Universität zur Geschichte der Marxschen Philosophie, seine Monographie zur Genesis der wissenschaftlichen Methode von Karl Marx sowie viele Artikel beruhen auf einer theoretisch ausgefeilten Interpretation des Entwicklungsprozesses des Denkens von Marx und Engels über notwendige Stufen und Irrtümer und überwinden hierbei sowohl die dogmatische Kanonisierung marxistischer Lehrsätze, als auch die Postulierung eines Bruches zwischen «jungem» und «reifem» Marx.
In seiner dritten Monographie zur Logik der Geschichte zeigt Wasjulin, wie es auf Grundlage seiner Lesart der Kapital-Logik und unter Berücksichtigung der nach Marx vollzogenen wesentlichen Veränderungen in der Geschichte der Gesellschaft möglich ist, eine in ihr Reifestadium eintretende menschliche Gesellschaft als «organische Totalität» und ihre Entwicklung als Geschichte ihrer Voraussetzungen, ihrer Urbildung, ihrer Ausformung und Reifung zu untersuchen. Sein neuer Periodisierungsansatz, dessen Bestimmungen über das marxistische Konzept von den ökonomischen Gesellschaftsformationen hinausgeht, ohne es zu verwerfen, nimmt dabei systematisch den Prozess der Entstehung des Sozialen aus dem Natürlichen bzw. Biologischen, und der Umgestaltung des Natürlichen durch das Soziale in den Blick. Er gelangt zu dem Schluss, dass die Periodisierung der Weltgeschichte gemäß einer sich selbst verändernden, sich entwickelnden Grundlage der Periodisierung vorzunehmen ist. Die Antizipation von zukünftiger Gesellschaftsentwicklung schließt daher teleologische Denkmuster aus. Sie kann auch nicht allein aus der Theorie und Praxis von Klassenkämpfen abgeleitet werden. Sie setzt eine dialektische Aufhebung der bisherigen historischen Form des Marxismus voraus.
Kommunismus wird von Vazjulin auf theoretische Weise als eine durch den bisherigen welthistorischen Prozess notwendig herangereifte Stufe und als ein neuer Entwicklungstyp geschichtlichen Handelns der Menschen begründet, die es – bei Strafe ihres Untergangs – heute in der Hand haben, der drohenden militärischen oder ökologischen Selbstvernichtung durch kooperative Aneignung ihrer planetaren Existenzbedingungen zu entgehen.
W.A. Wasjulin ist Inspirator und Kopf der über mehrere Länder vernetzten Internationalen Schule der Logik der Geschichte.

## Werke

### In Russisch
- Логика «Капитала» К.Маркса, Moskva 1968, 2002.
- Становление метода научного исследования К.Маркса (логический аспект),  Moskva 1975
- Диалектика исторического процесса и методология его исследования,  Moskva 1978
- Логика истории. Вопросы теории и методологии, Moskva 1988, 2005, 2016

### In deutscher Übersetzung
- V.A. Wasjulin: Das Historische und das Logische in der Methodologie von Karl Marx, in: Internationale Marx-Engels-Forschung (=Marxistische Studien. Jahrbuch des IMSF 12), Frankfurt/M. 1987, S. 238–244. DEA-Archiv Digitalisat
- V.A. Vazjulin: Nach dem Sieg der Konterrevolution – den welthistorischen Übergang zum Kommunismus denken. Gespräch in Moskau, 1992 geführt von Gudrun Havemann, Wladimir Koschel und Manolis Dafermakis in Moskau, veröff. in:  Z. Zeitschrift Marxistische Erneuerung Nr. 14, Juni 1993
- V.A.Vazjulin: Das System der Logik G.W.F.Hegels und das System der Logik des «Kapitals» von Karl Marx, Moskau 1984, unveröffentlichtes Manuskript, Übersetzung: Gudrun Havemann
- V.A. Vazjulin: Entwicklung systematisch denken, in: Deutsche Zeitschrift für Philosophie 2005/2, S. 203–218
- V.A. Vazjulin: Die Logik des «Kapitals» von Karl Marx, Books on Demand GmbH, Norderstedt 2006
- V.A. Vazjulin: Die Logik der Geschichte. Fragen der Theorie und Methode, Books on Demand GmbH, Norderstedt 2011
- Viktor Vagzjulin: Zum Problem der dialektischen Aufhebung der klassischen Form des Marxismus. In: Beiträge zur Marx-Engels-Forschung. Neue Folge 2012. Argument, Hamburg 2014, ISBN 978-3-86754-680-5, S. 182–206.